# Ellen Richter
Ellen Richter, nata Käthe Weiß (Vienna, 21 luglio 1891 – Düsseldorf, 11 settembre 1969), è stata un'attrice e produttrice cinematografica austriaca che lavorò soprattutto all'epoca del cinema muto.

## Filmografia

### Attrice
- Das Gesetz der Mine, regia di Joe May (1915)
- Schlemihl, regia di Richard Oswald (1915)
- Das Tagebuch Collins, regia di Richard Eichberg (1915)
- Der Eremit
- Leben um Leben, regia di Richard Eichberg (1916)
- Frauen, die sich opfern, regia di Richard Eichberg (1916)
- Das Skelett, regia di Richard Eichberg (1916)
- Der Ring des Schicksals, regia di Richard Eichberg (1916)
- Das Bacchanal des Todes, regia di Richard Eichberg (1917)
- Katharina Karaschkin, regia di Richard Eichberg (1917)
- Il carnefice rosso (Der rote Henker), regia di Rudolf Biebrach (1920)
- Lola Montez, die Tänzerin des Königs, regia di Willi Wolff (1922)
- Die Frau mit den Millionen - 1. Der Schuß in der Pariser Oper, regia di Willi Wolff (1923)
- Bride of Vengeance (1923)
- Die große Unbekannte
- Der Flug um den Erdball, 1. Teil - Paris bis Ceylon, regia di Willi Wolff (1925)
- Der Flug um den Erdball, 2. Teil - Indien, Europa, regia di Willi Wolff (1925)
- Schatten der Weltstadt, regia di Willi Wolff (1925)
- Die tolle Herzogin, regia di Willi Wolff (1926)
- Wie einst im Mai, regia di Willi Wolff (1926)
- Kopf hoch, Charly!, regia di Willi Wolff (1927)
- Die schönsten Beine von Berlin, regia di Willi Wolff (1927)
- Die Dame mit dem Tigerfell, regia di Willi Wolff  (1927)
- Moral, regia di Willi Wolff (1928)
- Unmoral, regia di Willi Wolff  (1928)
- Carnival of Crime, regia di Willi Wolff (1929)
- Die Frau ohne Nerven, regia di Willi Wolff (1930)
- Polizeispionin 77, regia di Willi Wolff (1930)
- Die Abenteurerin von Tunis, regia di Willi Wolff (1931)
- Strafsache von Geldern, regia di Willi Wolff (1932)
- Il mistero di Giovanni Orth, regia di Willi Wolff (Das Geheimnis um Johann Orth) (1932)
- Manolescu, der Fürst der Diebe, regia di Georg C. Klaren, Willi Wolff (1933)

## Produttrice
- Wie einst im Mai, regia di Willi Wolff (1926)